# Bruno Sigrist
Bruno Sigrist (Campinas, 23 de maio de 1988) é um ator e cantor brasileiro que ficou mais conhecido após interpretar Daniel em Julie e os Fantasmas. Sigrist também ficou conhecido por atuar em diversos musicais no teatro brasileiro.

## Biografia e carreira
Bruno Sigrist nasceu em Campinas, São Paulo, onde também começou a fazer teatro a partir dos 14 anos. Aos 17 anos entrou na faculdade de Artes Cênicas. Sua formatura ocorreu em 2010. Desde os oitos anos Sigrist tinha aulas de teclado. Na faculdade teve aulas de canto durante dois anos até conseguir seu primeiro trabalho, no musical "O Despertar da Primavera". Logo após, Sigrist conseguiu passar nos testes de Julie e os Fantasmas. Sigrist também teve aulas de circo.

## Filmografia

### Cinema
| Ano  | Título           | Personagem      |
| ---- | ---------------- | --------------- |
| 2013 | Somos tão Jovens | Aluno de inglês |
| 2018 | O Doutrinador    | Leon            |

### Teatro
- 2009 O Despertar da Primavera[3]
- 2013 Cazuza - Pro Dia Nascer Feliz, o Musical[4]
- 2014 Se Eu Fosse Você[5]
- 2015 Mudança de Hábito[2]
- 2016 Cinderella[6]
- 2016 Rent (musical)[7]
- 2016 Gaiola das Roucas (programa/musical)[8]
- 2016 Abertura do 4º Seminário de Teatro Musical[9]
- 2017 American Idiot (musical)[10]
- 2017 Les Misérables (musical) (Brasil) - Cover Jean Valjean[11]
- 2019 Escola do Rock - O Musical[12]

### Televisão
| Ano  | Título                    | Personagem            | Notas                    |
| ---- | ------------------------- | --------------------- | ------------------------ |
| 2011 | Julie e os Fantasmas      | Daniel                |                          |
| 2013 | O Negócio                 | Tiago                 | Episódio: "Acordo"       |
| 2019 | Shippados                 | Rapaz do aplicativo   | Episódio: "Você shippa?" |
| 2021 | Passaporte para Liberdade | Helmut                |                          |
| 2023 | Todo Dia a Mesma Noite    | Anderson Pargo (Dedé) |                          |